# Spilosoma sjoquista
Spilosoma sjoquista är en fjärilsart som beskrevs av Felix Bryk 1942. Spilosoma sjoquista ingår i släktet Spilosoma och familjen björnspinnare. Inga underarter finns listade i Catalogue of Life.